# Sonamarg

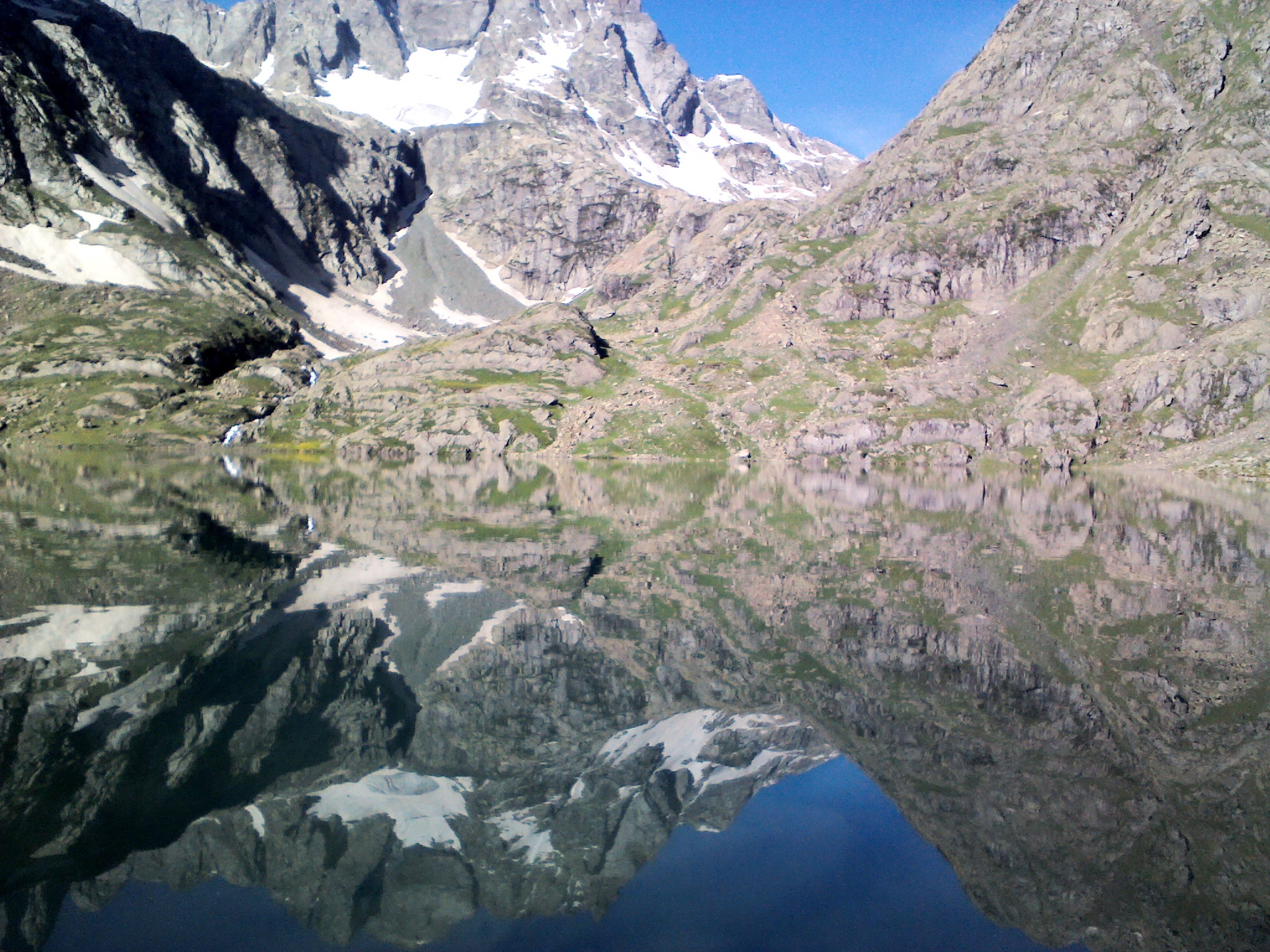
Vishansar-Lake

Sonamarg (‚Goldwiese‘) ist ein verstreut liegender kleiner Himalaya-Ort mit etwa 500 Einwohnern an der alten Seidenstraße im Distrikt Ganderbal im indischen Unionsterritorium Jammu und Kashmir. Der Ort wurde während der Britischen Kolonialzeit als Hill Station genutzt.

## Lage
Sonamarg befindet sich im Tal des Flüsschens Sind in einer Höhe von etwa 2720 m ü. d. M.; der 3528 m hohe Zoji-La-Pass befindet sich nur etwa 20 km weiter östlich. Die Entfernung zur Großstadt Srinagar beträgt etwa 80 km in südwestlicher Richtung; die Städte Kargil und Leh in der Region Ladakh liegen etwa 123 bzw. 335 km nordöstlich bzw. östlich. Die Straße von Srinagar nach Leh ist üblicherweise von Ende Oktober bis Mitte April gesperrt.

## Bevölkerung und Wirtschaft
Die ursprünglich hier ansässige Bevölkerung trägt bereits deutliche tibetanische Gesichtszüge, doch sind in den letzten Jahrzehnten des 20. Jahrhunderts auch Menschen aus anderen Regionen Indiens zugewandert. Früher dienten die grünen Wiesen des im Winter über längere Zeit verschneiten Tals als Weidegebiet. Erst im 18. oder 19. Jahrhundert wurden einige ehemalige Viehnomaden oder Karawanenmitglieder hier sesshaft. Heute lebt der Ort immer noch von der Viehzucht, doch trägt auch der Wander- und Trekkingtourismus ganz wesentlich zu den Einnahmen bei.

## Geschichte
Sonamarg war ein wichtiger Versorgungsplatz für Mensch und Tier am Rand der aus Tibet kommenden Seidenstraße. Die Briten nutzten das im Sommer vergleichsweise europäisch anmutende Klima und gründeten hier eine ihrer Hill Stations. Mittlerweile ist der Ort auch bei Indern und bei europäischen Wander- und Trekkingtouristen beliebt.

## Sehenswürdigkeiten
- Der verstreut liegende Ort hat keinerlei historisch oder kulturell bedeutsame Sehenswürdigkeiten; die reizvolle Landschaft in der Umgebung lädt jedoch zum Wandern ein.
- Außerdem ist der Sind-Fluss bei Wildwasserkanuten beliebt.

Umgebung
- Die Amarnath-Höhle mit einem sich regelmäßig in den Sommermonaten Juli und August bildenden Shiva-Lingam aus Eis befindet sich knapp 30 km östlich.
- Der Kolahoi-Berg mit seinem imposanten Gletscher liegt etwa 30 km südlich.
- Auch mehrere von Fünftausendern umgebene Bergseen (Vishansar Lake, Krishansar Lake, Gadsar Lake, Satsar Lake, Gangbal Lake) laden zu Wandertouren ein.